# Max Schmidt
Pour les articles homonymes, voir Schmidt.
Max Schmidt, né le 23 août 1818 à Berlin et mort le 8 janvier 1901 à Königsberg, est un peintre allemand qui fut directeur de l'académie des arts de Königsberg.

## Biographie
Schmidt étudie à l'académie des arts de Berlin auprès de Wilhelm Schirmer, Carl Joseph Begas et de Carl Wilhelm August Krüger (de). Il fait un grand voyage en Orient en 1843-1844, et voyage aussi entre 1847 et 1853 en Allemagne méridionale, en Italie, dans les îles Ioniennes et en Provence.
À son retour à Berlin, Schmidt prend part à l'élaboration des fresques des salles grecques et de la cour égyptienne du Neues Museum. Il enseigne à partir de 1868 à Weimar, à l'école des beaux-arts de Weimar. Il est appelé en 1872 à enseigner à l'académie des arts de Königsberg, dont il devient le directeur entre 1874 et 1880, ainsi qu'entre 1890 (à la mort de Carl Steffeck) et 1901.

## Illustrations

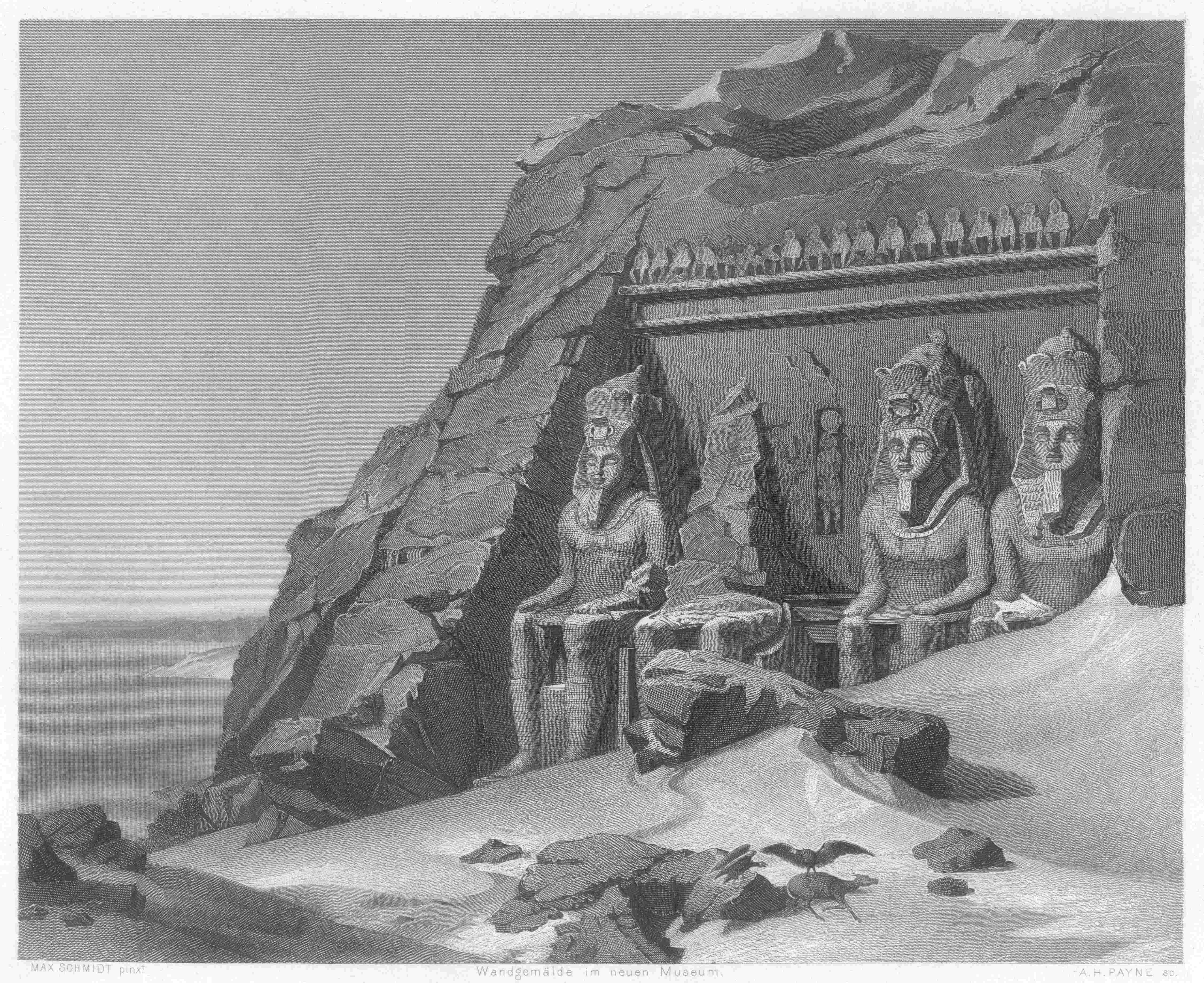
Gravure d'Albert Henry Payne, d'après Schmidt, représentant le temple d'Abou Simbel
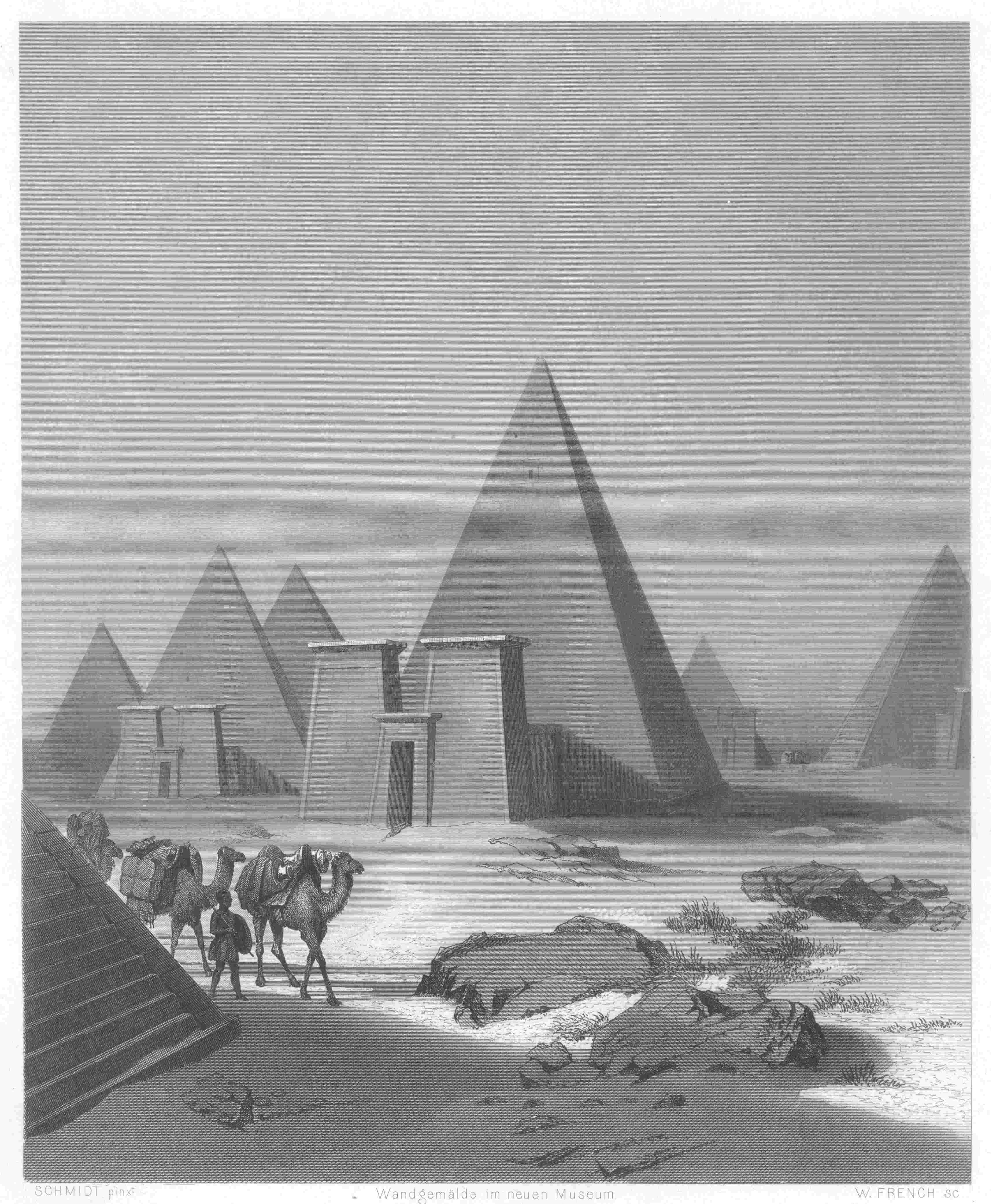
Les Pyramides de Méroé, gravure de French, d'après Schmidt

## Quelques œuvres
- Le Temple de la falaise d'Abou Simbel, cour égyptienne du Neues Museum de Berlin
- Le Lac Barkal, idem
- Tombe lycienne, salle grecque du Neues Museum
- Paysages de l'Odyssée, fresques du gymnasium d'Insterburg
- Jour de pluie sur un lac en été, vers 1870
- Bord de lac, exposé à l'exposition de Chicago[1] en 1893
- Maison de pêcheur au bord de l'eau[2]

## Source
- (de) Cet article est partiellement ou en totalité issu de l’article de Wikipédia en allemand intitulé « Max Schmidt (Maler) » (voir la liste des auteurs).